# George Daniel Anghelache
George Daniel Anghelache (* 3. Juni 1983) ist ein rumänischer Radrennfahrer.
George Daniel Anghelache belegte 2006 und 2007 bei den rumänischen Meisterschaften im Straßenrennen jeweils den zweiten Platz. Er gewann die Gesamtwertung der Rumänien-Rundfahrt 2007. Im Jahr 2010 wurde er rumänischer Meister im Einzelzeitfahren.

## Erfolge
2007
- Gesamtwertung Rumänien-Rundfahrt

2010
- Rumänischer Meister – Einzelzeitfahren